# Vaccin contre les infections à papillomavirus humain
Un vaccin contre les infections à papillomavirus humain est un vaccin dont le but est de prévenir les infections dues aux souches sexuellement transmissibles du virus papillomavirus humain (HPV) responsable de plusieurs types de cancers et contre lesquelles l'utilisation du préservatif ne protège pas assez. Ces infections, très répandues, sont généralement bénignes au premier stade[précision nécessaire], et disparaissent spontanément mais, dans certains cas, peuvent réapparaître tout au long de la vie une fois la personne infectée. Lorsqu'elles persistent, elles sont responsables de cancers dans environ 5 % des cas. Le papillomavirus est en effet un agent nécessaire pour déclencher plus de 9 cas sur 10 de cancer du col de l’utérus, mais il est aussi responsable de cancers du vagin et de la vulve, de l'anus, du pénis et de certains cancers de la gorge. Au total, les cancers dus au HPV ne touchent pas que les femmes, plus de 4 sur 10 surviennent chez les hommes. Au niveau mondial, les HPV sont responsables de 5 à 10% des cancers.
Trois types de vaccins sont commercialisés. Le vaccin quadrivalent (Gardasil), est dirigé contre les papillomavirus de génotypes 6, 11, 16 et 18. Le vaccin bivalent (Cervarix) est dirigé contre les génotypes 16 et 18. En 2018, s'est ajouté un vaccin nonavalent (Gardasil 9, génotypes 6, 11, 16, 18, 31, 33, 45, 52 et 58).
Cette vaccination est recommandée par les autorités de santé de 71 pays en complément au dépistage dans le but de faire baisser le risque du cancer du col de l'utérus dus aux génotypes 16 et 18, qui sont parmi les causes connues les plus fréquentes des lésions précancéreuses du col utérin (les génotypes 6 et 11 n'entraînent pas de telles lésions). Le risque d'apparition de condylomes génitaux (lésions bénignes) est également réduit par le vaccin quadrivalent (les génotypes 6 et 11 sont responsables d'environ 90 % de ces affections).
En matière épidémiologique, les résultats d’une méta-analyse sur 60 millions de sujets avec un suivi jusqu'à 8 ans post-vaccination parue en juin 2019 montrent l’impact des programmes de vaccination contre l’HPV sur les infections à HPV, notamment les néoplasies intra épithéliales du col utérin chez les jeunes filles et les jeunes femmes, avec une baisse du taux d'incidence de respectivement 31 et 51 %. En France, en matière d'innocuité, le rapport bénéfice risque est jugé favorable, sans empêcher des controverses et des réticences à son utilisation.
La vaccination contre le papillomavirus humain est une prévention primaire du cancer de col de l'utérus. La vaccination par le vaccin nonavalent pourrait réduire de 85 à 90 % le nombre de cancers du col de l’utérus à un horizon de 100 ans. Les vaccins ne couvrant pas tous les papillomavirus oncogènes, et ne concernant qu'une minorité de femmes, le dépistage des infections doit être maintenu. La vaccination empêche l'infection mais ne se substitue pas au dépistage d'une infection déjà présente.

## Historique
La recherche qui a conduit à la mise au point du vaccin a débuté dans les années 1980 au sein des universités américaines des universités de Rochester et de Georgetown.
En 1991, deux chercheurs de l'Université du Queensland à Brisbane en Australie trouvent le moyen de former des particules non infectieuses appelées virus-like particles (VLPs), ressemblant au virus et capables d'activer une réponse du système immunitaire.
En 1993, un laboratoire du National Cancer Institute aux États-Unis parvient à concevoir de telles particules d'après le génotype 16 du virus, ce qui ouvre la piste à la création du vaccin, mais débouche également sur des querelles concernant la propriété intellectuelle de la découverte.
Le 8 juin 2006, la mise sur le marché du vaccin Gardasil de Merck & Co. est approuvée aux États-Unis par la FDA pour un usage auprès des jeunes filles et des femmes de 9 à 26 ans.
Le 22 septembre 2006, le Gardasil est approuvé par la Commission européenne pour un usage dans l'Union Européenne auprès des personnes de sexe féminin de 9 à 26 ans.

## Cibles de la vaccination
La vaccination des jeunes filles avant le début de l’activité sexuelle est considérée par l'OMS comme une intervention de prévention primaire importante dans un programme complet de lutte contre le cancer du col de l’utérus. Les vaccins ne traitent pas les infections à VPH et les maladies associées au VPH préexistantes, c’est pourquoi il est recommandé de vacciner les jeunes filles avant qu’elles ne commencent à avoir une activité sexuelle. La quantité d’anticorps produits après la vaccination contre le VPH est plus importante chez les jeunes filles âgées de moins de 15 ans que chez les jeunes filles et jeunes femmes âgées de 15 ans et plus.
La vaccination ne remplace pas les tests de dépistage de routine du cancer du col de l'utérus. « Étant donné qu'aucun vaccin n'est efficace à 100 %, que Gardasil ne protège pas contre les types de papillomavirus non contenus dans le vaccin ou contre des infections déjà existantes dues au papillomavirus, le dépistage en routine du cancer du col de l'utérus reste très important et doit se faire selon les recommandations locales ».
La vaccination peut être également proposée aux hommes jeunes, permettant de réduire très sensiblement la survenue de lésions dues au papillomavirus. Elle pourrait aussi contribuer à la diminution de la propagation du papillomavirus, et ainsi, indirectement, à la prévention du cancer du col utérin. La rentabilité estimée ne serait cependant pas très bonne (coût supplémentaire par cancer prévenu). En France, les recommandations de vaccination ont été étendues aux garçons et jeunes hommes.

## Types de vaccin et schéma vaccinal
Tous les vaccins contre le HPV sont des vaccins inactivés. Il ne contiennent pas le virus mais des protéines du virus.
Les vaccins diffèrent suivant le nombre de génotypes ciblés du virus (nombre de valences). Ils peuvent être ainsi bivalents, contre les types 16 et 18 (vaccin Cervarix) ou quadrivalents contre les types 6, 11, 16 et 18 (vaccin Gardasil). Un vaccin 9-valent, contre les types 6, 11, 16, 18, 31, 33, 45, 52 et 58 est commercialisé depuis 2018, après des phases de test. Ce dernier serait actif sur les génotypes provoquant près de 90 % des cancers du col utérin contre 70 % pour le vaccin quadrivalent.
Comme l'immunité acquise est moins importante chez les jeunes filles de 15 ans ou plus, deux injections sont suffisantes avant 15 ans et trois sont nécessaires après cet âge.
Le vaccin nonavalent est le vaccin recommandé par la HAS en 2019 pour les garçons, avec 2 doses de 11 à 14 ans, 3 doses de 15 à 19 ans et pour les hommes ayant des relations avec des hommes jusqu'à 26 ans. Il doit être conservé au réfrigérateur entre +2 et +8 °C et ne doit surtout pas être congelé ni même en contact pour un court instant avec de la glace. Le vaccin est administré par voie intramusculaire. Le don du sang est autorisé après la vaccination.
Les conditions de conservation du vaccin posent un problème logistique pour les pays à faible ou moyen revenu national brut.

### Types de vaccin
Tous les vaccins existent sous forme de seringue prête à l'emploi ou à préparer.

#### Vaccin bivalent (Cervarix)
1 dose (0,5 ml) contient environ : Protéine L1 de Papillomavirus Humain de type 16, 20 microgrammes Protéine L1 de Papillomavirus Humain de type 18, 20 microgrammes Protéine L1 sous la forme de pseudo particules virales non infectieuses produites par la technique de l’ADN recombinant, adsorbé sur hydroxyde d'aluminium hydraté avec adjuvant AS04 (contenant du 3-O-desacyl-4′-monophosphosphoryl lipide A).
Ce vaccin a une plus grande capacité que le Gardasil à induire une protection croisée vis-à-vis des HPV oncogènes autres que les HPV 16 et 18.

#### Vaccin tétravalent

##### Gardasil
Ce vaccin est constitué de pseudo-particules virales (VLP) qui induisent une réponse immunitaire.
Protéine L1 de Papillomavirus Humain de type 6, 20 microgrammes Protéine L1 de Papillomavirus Humain de type 11, 40 microgrammes Protéine L1 de Papillomavirus Humain de type 16, 40 microgrammes Protéine L1 de Papillomavirus Humain de type 18, 20 microgrammes Protéine L1 sous la forme de pseudo-particules virales obtenues sur cellules de levure (Saccharomyces cerevisiae CANADE 3C-5 (souche 1895)) par la technologie de l'ADN recombinant, adsorbée sur sulfate d'hydroxyphosphate d'aluminium amorphe (Al: 225 microgrammes) comme adjuvant.

##### Silgard
C'est aussi un vaccin contre le papillomavirus humain [types 6, 11, 16, 18] (recombinant, adsorbé). Il est indisponible sur le marché européen.

#### Vaccin nonavalent (Gardasil9)
Il contient des antigènes contre 5 HPV supplémentaires par rapport au Gardasil : 31, 33, 45, 52 et 58 (impliqués dans 5 à 20 % des cancers ano-génitaux), l'efficacité vaccinale de GARDASIL 9 a été de 97,4 % soit une réduction absolue de 0,2 pour 100 personnes-années vis-à-vis des lésions de haut grade (anciennement nommées CIN 2/3) chez les femmes âgées de 16 à 26 ans non infectées par un HPV lors de la vaccination. Il donne des réactions locales plus fréquentes que les vaccins tétra et bivalent dont la majorité sont bénignes et transitoires : douleur au site d'injection (83 %), céphalées (13 %), fièvre (6 %) et nausées (3 %).

### Schémas vaccinaux
Lorsqu'un schéma vaccinal a été initié avec l'un des vaccins, il est recommandé de continuer avec le même, en l'absence de données d'interchangeabilité. Il existe deux schémas vaccinaux: un schéma à deux doses et un schéma à trois doses.
Une étude de janvier 2020 portant sur 67000 jeunes filles ayant reçu une, deux ou trois doses montre une protection équivalente de ce vaccin contre l'apparition de lésions -précancéreuses. Si cette étude était confirmée elle pourrait aboutir à une injection unique.

#### Schéma à deux doses (0-6)
Concerne les jeunes filles ou garçons de 14 ans ou moins.
|           | Tranche d'âge | Intervalle minimum entre les 2 injections | Intervalle maximum entre les 2 injections | Autres recommandations                                             |
| --------- | ------------- | ----------------------------------------- | ----------------------------------------- | ------------------------------------------------------------------ |
| OMS       | 9-13          | 5 mois                                    | 12-15 mois                                | Si deuxième injection avant 5 mois, passer au schéma à trois doses |
| Gardasil  | 9-13          | 5 mois                                    | 12 mois                                   | Si deuxième injection avant 5 mois, passer au schéma à trois doses |
| Gardasil9 | 9-14          | 5 mois                                    | 12 mois                                   | Si deuxième injection avant 5 mois, passer au schéma à trois doses |
| Cervarix  |               |                                           |                                           |                                                                    |

#### Schéma à trois doses (0-2-6)
Concerne les jeunes filles et garçons de 15 ans ou plus, les jeunes filles immunodéprimés ou porteuses du VIH quel que soit leur âge.
|           | Tranche d'âge | Intervalle minimum pour la seconde dose | Intervalle minimum pour la troisième dose après la seconde | Autres recommandations          |
| --------- | ------------- | --------------------------------------- | ---------------------------------------------------------- | ------------------------------- |
| OMS       | 15 ans +      | 2 mois                                  | 3 mois                                                     |                                 |
| Gardasil  | 14 ans +      | 2 mois                                  | 3 mois                                                     | Faire les 3 injections en un an |
| Gardasil9 | 14 ans +      | 2 mois                                  | 3 mois                                                     | Faire les 3 injections en un an |
| Cervarix  |               |                                         |                                                            |                                 |

## Durée de la protection
La durée de protection par les trois vaccins sur le marché n'est pas connue à ce jour. Des études de suivi de personnes vaccinées (non immnodéprimées, non porteuses du VIH) montrent toutefois une durée d'efficacité minimale de 10 ans pour le vaccin quadrivalent, de plus de 9 ans pour le vaccin bivalent, et de 5 ans pour le vaccin nonavalent.
De ce fait, il n’y a actuellement pas de recommandation concernant des doses de rappel, d'autant que le rapport coût/efficacité ne serait favorable dans les pays à hauts revenus que pour une protection inférieure à 10 ans.
Par contre la durée de protection est inconnue chez les patientes porteuses du VIH ou immunodéprimées, l'efficacité vaccinale semblant par ailleurs relative pour ces populations.

## Prise en charge
Depuis 2007 en France, l'assurance maladie prend en charge la vaccination contre certains types de papillomavirus des jeunes filles de 11 à 14 ans révolus (et celles de 15 à 19 ans révolus en rattrapage). Pour le Gardasil, chaque injection coûte 121,36 € (données VIDAL au 28/10/2015) et est remboursée à 65 % par la Sécurité Sociale. Cela représente aujourd’hui un coût total par personne de 242,72 € à 364,08 € selon le schéma vaccinal utilisé (dont 157,77 € à 236,65 € remboursés). Pour le Cervarix, le prix de chaque injection est de 109,60 € et est remboursé au même taux.
De 11 à 19 ans, et jusqu'à 26 ans pour les hommes ayant des relations avec des hommes, le vaccin est prescrit par un médecin et est pris en charge à 65% par l’assurance maladie, le montant restant est généralement remboursé par les complémentaires santé (mutuelles).

## Efficacité contre les infections bénignes
Le risque d'apparition de condylomes génitaux (lésions bénignes) est réduit par le vaccin quadrivalent (les génotypes 6 et 11 sont responsables d'environ 90 % de ces affections).

## Efficacité du vaccin contre les lésions précancéreuses du col de l'utérus

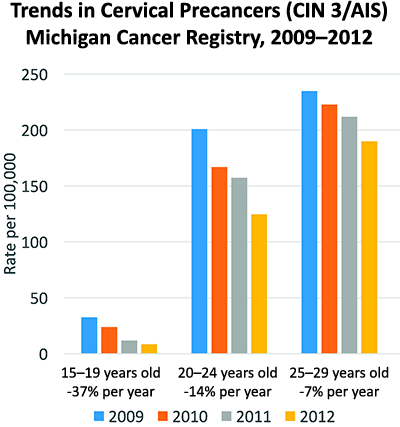
Efficacité de la vaccination pour la prévention des lésions précancéreuses du col de l'utérus au Michigan.

En Suède, une réduction des lésions précancéreuses de 75 % a été observée chez les jeunes filles vaccinées avant l'âge de 17 ans en comparaison aux autres jeunes filles.
L'immunité acquise par la vaccination est plus importante que celle acquise par une immunisation naturelle. La quantité d’anticorps produits après la vaccination contre le VPH est plus importante chez les jeunes filles âgées de moins de 15 ans que chez les jeunes filles et jeunes femmes âgées de 15 ans et plus.
Des résultats préliminaires indiquent qu’en plus de la protection vis-à-vis du VPH de type 16 et 18, il y a une certaine protection croisée vis-à-vis d’autres types viraux responsables de cancers, l’intensité et la durée de cette protection restent incertains.
Une étude de 2019 parue dans le Bristish Medical Journal étudie 138 692 femmes nées entre le 1er janvier 1988 et le 5 juin 1997 qui ont eu un frottis cytologique à l'age de 20 ans enregistrées dans le Scottish Cervical Call-Recall System une base de données destiné à surveiller le suivi des femmes. Ils ont donc comparé les femmes ayant eu un vaccin bivalent à celles qui n'ont pas eu de vaccin. 64 026 femmes n'étaient pas vaccinées et 68 480 avaient trois doses de vaccin (entièrement vaccinées). Seulement 2 051 femmes ont reçu une dose et 4 135 femmes ont reçu deux doses. Cette étude étudie non seulement l'efficacité du vaccin mais montre l'importance de la vaccination avant toute activité sexuelle. Tim Palmer responsable pour le dépistage du cancer du col en Écosse se réjouit que grâce à la vaccination beaucoup moins de femmes devront vivre avec les implications physiques et psychologiques, y compris les avortements spontanés, de la colposcopie et du traitement des lésions précancéreuses.
|                      | Intervalle vaccin-dépistage | Nb de cas | CIN I  | CIN II | CIN III |
| -------------------- | --------------------------- | --------- | ------ | ------ | ------- |
| Femmes vaccinées     |                             |           |        |        |         |
| 12-13                | 7-8                         | 16 200    | 0,22 % | 0,11 % | 0,14 %  |
| 14                   | 6                           | 5 409     | 0,48 % | 0,13 % | 0,18 %  |
| 15                   | 5                           | 16 732    | 0,48 % | 0,35 % | 0,29 %  |
| 16                   | 4                           | 17 511    | 0,58 % | 0,31 % | 0,27 %  |
| 17                   | 3                           | 8 711     | 0,59 % | 0,45 % | 0,55 %  |
| 18                   | 2                           | 4 117     | 0,75 % | 0,75 % | 0,85 %  |
| Femmes non vaccinées |                             |           |        |        |         |
| ≥1991                |                             | 15 678    | 0,62 % | 0,81 % | 0,82 %  |
| 1988-90 :            |                             | 48 348    | 1 %    | 1 %    | 1 %     |

Le fait d'avoir reçu une vaccination complète ne change rien pour les femmes concernant le dépistage. Elles doivent se soumettre au même type et fréquence que les femmes non vaccinées.

## Efficacité du vaccin contre d'autres lésions précancéreuses

### Lésions liées au cancer du canal anal
L’incidence du cancer du canal anal (CCA) a augmenté de 56 % depuis 1990 et 93 % de ceux-ci sont attribuables à HPV (avec 80 % d’HPV 16 et 18) . L’incidence est plus grande chez la femme (65 %) ; dans les deux cas elle augmente en cas d’infection concomitante à VIH ; bien que les méthodes de détection ne soient pas standardisées comme pour le cancer du col, les lésions précancéreuses peuvent être recherchées par cytologie. Mais l’évolutivité de ces lésions est mal évaluée ce qui peut conduire à des sur-traitements ; Une étude montre qu’en l’absence d’infection HPV préexistante, sur 602 hommes de 16 à 26 ans vaccinés(vaccin tétravalent) ayant des relations homosexuelles le taux de réduction des lésions anales prénéoplasiques (AIN) est de 74 % et la vaccination après traitement d’AIN de haut grade diminue le risque de récidives de 30,7 à 13,6 %,

### Lésions liées aux cancers vulvaire et vaginal
Le vaccin réduit également le taux de lésions précancéreuses du cancer de la vulve et du vagin.

### Lésions liées au cancer du pénis
Ces vaccins protègent contre le cancer du pénis : sa principale cause (près de la moitié des cas de ce cancer) est l’infection au HPV, en particulier ses génotypes 16 et 18.

### Lésions liées au cancer de la gorge
Il existe une nette augmentation depuis les années 1970 de la prévalence des cancers épidermoïdes oropharyngés malgré une diminution des intoxications alcooliques et tabagiques. Cette augmentation est en rapport avec des cancers HPV induits (KOHPV) et concerne les cancers de la loge amygdalienne et de la cavité buccale. Les cancers oropharyngés HPV induits ont une présentation clinique différente des cancers ORL liés à l’alcool et au tabac :
| Caractéristique clinique du cancer de la gorge lié au HPV                    |
| ---------------------------------------------------------------------------- |
| Age de survenue plus jeune (35—45 ans)                                       |
| Tumeur primitive en général plus petite sans signe clinique                  |
| Ganglions cervicaux plus souvent présents, révélateurs et parfois volumineux |
| Niveau socioéconomique plus élevé                                            |
| État général bon et peu de co-morbidités                                     |
| Cancer généralement lié aux pratiques sexuelles                              |

L'efficacité du vaccin contre les infections orales dues au HPV est élevée :
- Sur 2627 patients de 18 à 33 ans, la vaccination tétravalente réduit les infections orales à HPV de 88,2 %[36] ;
- Chez des sujets de 17 à 45 ans, la recherche d’anticorps anti-HPV 16 et 18 dans la salive avant et 7 mois après vaccination montre une séroconversion dans tous les cas[37] ;
- Après la campagne australienne de vaccination, l'incidence de la papillomatose laryngée juvénile, maladie ORL invalidante très difficile à traiter, a diminué de 2012 à 2016 de 0,16 à 0,022/100 000 habitants[38].

Il n’existe pas de prévention secondaire pour les cancers liés à ce type d'infections.

## Efficacité sur la prévention du cancer du col de l'utérus
Ses effets sur la mortalité liée au cancer lui-même au sein de la population globale se feraient sentir à long terme. Une modélisation, parue dans The Lancet en janvier 2020, effectuée par le WHO Cervical Cancer Elimination Modelling Consortium prévoit que si 90% des jeunes filles de moins de 14 ans étaient vaccinées chaque année dans les 78 pays du monde les plus atteints par ce cancer à partir de 2020, on aurait une réduction de moins de 1% de la mortalité en 2030, mais cette réduction de mortalité atteindrait 60% en 2070 sauvant 4 800 000 vie. En 2120 cette réduction de mortalité atteindrait 90% sauvant sur 100 ans 46 000 000 de vies.
En octobre 2020, une étude suédoise portant sur plus de 1,5 million de filles et femmes âgées de 10 à 30 ans, sur la période 2006-2017, montre une réduction du risque de cancer du col de 88 % pour celles vaccinées avant l'âge de 17 ans, et de 53 % pour celles vaccinées entre 17 et 30 ans. Un effet d'immunité collective est attendu pour une couverture vaccinale de plus de 50 %, comme cela a déjà été observé en Suède avec les verrues génitales dues au HPV.
Toutes les études concernant l'efficacité contre le CCU ne prennent pas en compte l'impact d'une vaccination des garçons.

## Effets secondaires après vaccination

### Suivi des risques
Ce vaccin, comme tous les vaccins, est rejeté par beaucoup de personnes pour des motifs divers ; néanmoins une association temporelle entre une vaccination et un événement médical sérieux n'est pas suffisante pour faire un lien de cause à effet. L'exemple typique est celui de Natalie Morton, jeune fille de 14 ans de Coventry, qui est morte deux heures après une injection de Cervarix. L'autopsie a révélé qu'elle souffrait d'une tumeur intra-thoracique gauche ayant infiltré profondément le cœur et le poumon.
Selon un bilan de pharmacovigilance de l'Agence Nationale de Sécurité du Médicament (ANSM) datant de février 2014 concernant le vaccin Gardasil, ce dernier a été suivi de la déclaration de 503 cas d’effets indésirables graves dont 127 de maladies auto-immunes incluant 17 cas de sclérose en plaques (sur 5,5 millions de doses). L’ensemble de ces données de surveillance disponibles n’ont pas mis en évidence d’éléments remettant en cause le bénéfice attendu au regard des risques de ce vaccin. L'ANSM poursuit la surveillance renforcée de Gardasil.
Aux États-Unis, environ 67 millions de doses de vaccin ont été administrées entre juin 2006 et mars 2014. Le Vaccine Adverse Event Reporting System (Vaers, Système de déclaration spontanée de réactions au vaccin, accessible à quiconque) a enregistré environ 25 000 cas de réactions chez les jeunes filles et les femmes ayant reçu l'injection, dont 92 % ont été déclarés non graves ; les cas graves n'ayant pas été attribués au vaccin par le Vaccine Safety Datalink (VSD, système de vérification des données du VAERS).

### Effets reconnus
Les réactions secondaires les plus fréquentes sont : douleur au site d’injection, céphalées, fièvre et nausées. La douleur au site d'injection est fréquente et transitoire. Les autres effets secondaires surviennent dans moins de 10 % des cas.
Des cas d'évanouissement ont été signalés après l’administration du vaccin contre le VPH. C'est pourquoi il est recommandé que les jeunes filles soient assises et restent sous observation pendant et durant les 15 minutes qui suivent l'administration du vaccin contre le HPV.
Les manifestations indésirables graves sont extrêmement rares. Il existe une relation de causalité entre la survenue éventuelle d’une anaphylaxie et la vaccination contre le VPH, et des précautions doivent être prises afin d’éviter de vacciner les jeunes filles concernées par les doses suivantes du vaccin contre le VPH ou d'autres vaccins contenant des composants similaires. Le risque d’anaphylaxie a été caractérisé comme étant approximativement de 1,7 cas par million de dose.
Deux augmentations statistiquement significatives ont été observées entre l'exposition aux vaccins contre les infections à HPV et le syndrome de Guillain-Barré d’une part (risque observé multiplié par 4) et les maladies inflammatoires chroniques de l'intestin d’autre part (risque observé multiplié par moins de 1,2). Si le second résultat statistiquement trop faible pour représenter un sur-risque, l'augmentation du risque de syndrome de Guillain-Barré après vaccination contre les infections à HPV apparaît probable au regard de la force et de la robustesse de l'association. Le risque d'apparition de ce syndrome serait alors de l'ordre de 1 à 2 cas supplémentaires pour 100 000 personnes vaccinées. Compte tenu de cette rareté, les auteurs du rapport estiment que ces résultats de cette étude ne remettent pas en cause la balance bénéfice-risque pour les vaccins concernés.
D'autres études menées sur le sujet n'ont observé aucune différence d'apparition du syndrome de Guillain-Barré entre personnes vaccinées et non vaccinées,.

### Effets non reconnus

#### Syndrome douloureux régional complexe (CRPS)
C'est une affection invalidante et douloureuse d'un membre, associée à des changements moteurs, sensoriels, vasomoteurs, sudoraux, et dystrophiques après une lésion de ce membre. Les CRPS sont le plus souvent une sorte de traumatisme, comme des fractures, des entorses, ou une chirurgie, mais peut également survenir après des injections, des infections locales, des brûlures, des gelures, même une grossesse, ainsi qu'un accident vasculaire cérébral ou un infarctus du myocarde. Le diagnostic de CRPS repose sur l'examen clinique et sur l'existence de certains critères (Critère de Budapest).
L'incidence du CRPS dans la population générale serait de 14,9 et 28,0 pour 100 000 années-personnes chez les femmes de 10 à 19 ans et 20-29 ans. Les taux correspondants sont plus faibles chez les hommes, rapportés à 1,8 et 6,2 par 100 000 années-personnes chez les hommes de 10 à 19 ans et de 20 à 29 ans. Un lien entre la vaccination et cette pathologie n'a pas été retrouvé

#### Syndrome de tachycardie orthostatique posturale (POTS)
Les patients atteints de POTS (syndrome de tachycardie orthostatique posturale) présentent généralement une tachycardie en position debout sans hypotension orthostatique. Ceux-ci sont accompagnés de symptômes (par exemple étourdissements, syncope, faiblesse, fatigue, céphalées, douleurs chroniques, et symptômes gastro-intestinaux) qui diffèrent selon le patient. Les estimations disponibles suggèrent que dans la population générale, environ 150 filles et jeunes femmes par million de 10 à 19 ans peuvent développer un syndrome douloureux régional complexe (SDRC) chaque année, et au moins 150 filles et jeunes femmes par million peut développer POTS chaque année. Aucune preuve d’un lien causal entre la vaccination et ces pathologies n'a été relevée.

#### Sclérose en plaques
La fréquence de survenue de ces maladies au décours de la vaccination resterait faible vis-à-vis du nombre de personnes vaccinées. Une étude scandinave montre que les risques de sclérose en plaques et autres atteintes démyélinisantes sont équivalents entre populations vaccinée et non-vaccinée.

#### Maladies auto-immunes
En France, l'Agence nationale de sécurité du médicament et des produits de santé et la Caisse nationale de l'assurance maladie ont suivi jusqu'à fin 2013 un peu plus de 2,2 millions de jeunes filles affiliées au régime général de la sécurité sociale et âgées de 13 à 16 ans révolus entre janvier 2008 et décembre 2012. Environ 840 000 avaient été vaccinées contre les infections à HPV par Gardasil ou Cervarix et 1,4 million n'avaient pas été vaccinées. La fréquence de survenue de maladies auto-immunes a été comparée chez les jeunes filles vaccinées et les jeunes filles non vaccinées. Quatorze maladies auto-immunes ont été étudiées, dont la sclérose en plaques.
Dans le rapport final publié en 2015, près de 4 000 cas de ces maladies ont été diagnostiquées dont près de 1 000 après vaccination, et le risque global de maladie auto-immune n'a pas été trouvé augmenté par la vaccination.
En France, aucun lien entre vaccins anti-HPV et maladies auto-immunes n'a été démontré sur plus de 200 millions de doses distribuées.

#### Autres pathologies
Des liens entre la vaccination et l’insuffisance ovarienne prématurée, la défaillance ovarienne primaire, le risque de thrombose veineuse ou la maladie cœliaque ont été évoqués. Les études n'ont pas permis de confirmer un lien causal entre le vaccin et ces pathologies.

## Contre-indications
Les vaccins contre le VPH ne doivent pas être administrés aux personnes ayant présenté des réactions allergiques sévères après une dose précédente du vaccin ou après une exposition à l’un de ses composants (p. ex. levure). Les symptômes d’une réaction allergique peuvent comprendre des démangeaisons, une éruption cutanée, de l’urticaire ou des vésicules. Si l’un de ces symptômes apparaît après la vaccination contre le VPH, aucune dose supplémentaire ne doit être administrée et il faut éviter d’utiliser d’autres vaccins pouvant comprendre les mêmes composants.
Une affection fébrile doit faire surseoir la vaccination.
Il en est de même en cas de grossesse, les données étant insuffisantes pour conclure à l'innocuité pour le fœtus selon le fabricant. Pour l'OMS en 2017, plus de 92 000 cas de femmes enceintes ayant reçu la vaccination ont été reportés. Aucune issue défavorable de la grossesse, qu’il s’agisse d’un problème obstétrical ou d’une anomalie congénitale ou structurale, n’a été observée. L’administration par inadvertance du vaccin anti-HPV pendant la grossesse ne provoque d’issue défavorable connue ni chez la mère, ni chez l’enfant.

## Politique et couverture vaccinale par pays
En 2017, 71 pays ont intégré la vaccination contre le VPH dans la lutte contre le cancer du col de l'utérus en complément au dépistage.

### Europe

#### France
En France, en 2011, l'InVS relayant les avis de la HAS préconise, en complément au dépistage des lésions précancéreuses et cancéreuses du col de l'utérus qui doit rester prioritaire, de vacciner les jeunes filles de 11 à 14 ans inclus, tout en rappelant que cette vaccination s'avère inopérante dans 30 % des cas[précision nécessaire],, afin de les protéger avant qu'elles ne soient exposées au papillomavirus. En 2013, la HAS préconise une vaccination à titre de rattrapage entre 15 et 19 ans inclus. La HAS précise que l'efficacité du Gardasil 9 en matière de prévention des cancers reste à démontrer. Le plan cancer 2014-2019 avait fixé une couverture minimale contre les HPV de 60 % chez les filles.
En 2017, la HAS a élargi l'indication de la vaccination aux jeunes hommes homosexuels jusqu'à 26 ans.
En décembre 2019, la HAS recommande  la vaccination des garçons, avec maintien de la recommandation vaccinale spécifique pour les hommes ayant des relations sexuelles avec des hommes jusqu’à 26 ans révolus.
Fin 2021, 45,8 % des filles de 15 ans ont reçu une dose du vaccin contre 6 % des garçons de 15 ans.
En février 2023, le président de la république Emmanuel Macron annonce une campagne de vaccination pour tous les élèves en classe de 5e, sans obligation et nécessitant l'accord parental.

### Tableau récapitulatif de la politique vaccinale en Europe[59]
| Pays               | Année | Fille | Garçon | Vaccin recommandé | Couverture Vaccinale   |
| ------------------ | ----- | ----- | ------ | ----------------- | ---------------------- |
| Albanie            |       |       |        |                   |                        |
| Allemagne          | 2007  | 12-17 |        |                   |                        |
| Andorre            |       |       |        |                   |                        |
| Arménie            |       |       |        |                   |                        |
| Autriche           | 2006  | 9-15  | 9-15   |                   |                        |
| Azerbaïdjan        |       |       |        |                   |                        |
| Belgique           | 2007  | 10-13 |        |                   |                        |
| Biélorussie        |       |       |        |                   |                        |
| Bulgarie           |       |       |        |                   |                        |
| Bosnie-Herzégovine |       |       |        |                   |                        |
| Croatie            |       |       |        |                   |                        |
| Chypre             |       |       |        |                   |                        |
| Danemark           | 2008  | 12    |        |                   | 79 % - 2011            |
| Espagne            | 2007  | 11-14 |        |                   | 64 % - 2011            |
| Estonie            |       |       |        |                   |                        |
| Finlande           |       |       |        |                   |                        |
| France             | 2007  | 11-14 | 11-14  | Gardasil9         | 26 % - 2017            |
| Géorgie            |       |       |        |                   |                        |
| Gréce              | 2008  | 13-18 |        |                   |                        |
| Hongrie            |       |       |        |                   |                        |
| Irlande            | 2008  | 12-13 |        |                   |                        |
| Islande            | 2011  | 12    |        |                   |                        |
| Italie             | 2008  | 12    |        |                   | 71 des filles % - 2018 |
| Lettonie           | 2009  | 12    |        |                   |                        |
| Liechtenstein      |       |       |        |                   |                        |
| Lituanie           |       |       |        |                   |                        |
| Luxembourg         | 2008  | 12    |        |                   | 17 % - 2009            |
| Macédoine du Nord  |       |       |        |                   |                        |
| Malte              | 2012  | 12    |        |                   |                        |
| Moldavie           |       |       |        |                   |                        |
| Monaco             |       |       |        |                   |                        |
| Monténégro         |       |       |        |                   |                        |
| Norvège            |       |       |        |                   |                        |
| Pays-Bas           | 2008  | 12-13 |        |                   | 58 % - 2011            |
| Pologne            |       |       |        |                   |                        |
| Portugal           | 2007  | 13    |        |                   | 84 % - 2011            |
| Roumanie           | 2008  | 12    |        |                   |                        |
| Russie             |       |       |        |                   |                        |
| Saint-Marin        |       |       |        |                   |                        |
| Serbie             |       |       |        |                   |                        |
| Slovaquie          |       |       |        |                   |                        |
| Slovénie           | 2009  | 11-12 |        |                   | 55 % - 2011            |
| Suède              | 2008  | 10-12 |        |                   |                        |
| Suisse             |       |       |        |                   |                        |
| Tchéquie           |       |       |        |                   |                        |
| Ukraine            |       |       |        |                   |                        |
| Royaume-Uni        | 2007  | 12-13 | 12-13  |                   | 86 % des filles - 2018 |

### Amérique

#### États-Unis
Aux États-Unis, les recommandations préconisent la vaccination de toute femme entre 11 et 26 ans.
L'État du Michigan demande la vaccination de toutes les jeunes filles de 11-12 ans de cet État. Il existe cependant une certaine résistance vis-à-vis de ce traitement ayant fait, en particulier, une telle politique vaccinale au Texas et en Illinois.

#### Canada
Une vaccination de masse a débuté au Québec en 2008.

### Océanie

#### Australie
Une vaccination de masse a débuté en Australie en avril 2007.

### Asie

#### Japon
En juin 2013, le ministère de la santé japonais cesse de recommander les vaccins anti-papillomavirus pour les jeunes filles de 12 à 16 ans, sans pour autant en suspendre totalement l'utilisation,. 3,28 millions de femmes ont reçu le vaccin et 1 968 cas d'effets indésirables ont été rapportés. Le ministère de la santé recommande à nouveau ces vaccins depuis 2021.

## Coût et marché
Le coût élevé des vaccins pose la question de la stratégie à utiliser en matière de santé publique : faut-il privilégier une vaccination systématique alors que les dépistages (frottis) gardent leur utilité à court et moyen terme et que les femmes risquent de moins se faire surveiller, se sentant protégées ? Par ailleurs, selon un expert de l'OMS, les coûts pourraient être abaissés à 7 euros pour des génériques à destination de l'Inde.
Les vaccins contre le col de l'utérus représentent un chiffre d'affaires non négligeable pour les laboratoires : plus d'un milliard de dollars pour le Gardasil seul aux États-Unis. En 2006 Didier Hoch, qui dirigeait la joint-venture Sanofi Pasteur déclarait attendre « entre 500 millions et 1 milliard d'euros de revenus annuels de ce produit pour l'Europe d'ici à « trois ou cinq ans » », pour une coentreprise dont le chiffre d'affaires était inférieur à 700 millions d'euros en 2005.

## Résistances à la vaccination

### Résistance
Une revue de littérature systématique a identifié 103 articles uniques sur les déterminants de l'hésitation au vaccin contre le VPH en Europe. Dans les études européennes, les préoccupations les plus courantes concernaient : les informations insuffisantes et inadéquates sur la vaccination contre le VPH ; les effets secondaires potentiels du vaccin ; les problèmes de confiance des autorités sanitaires, des médecins et des nouveaux vaccins ; et la faible efficacité vaccinale perçue.

### Oppositions à la vaccination
Certains s'insurgent contre l'utilisation du vaccin sur de très jeunes filles, en mettant en avant les risques éventuels. C'est notamment le cas d'Henri Joyeux, qui signe en 2014 une tribune intitulée « Non à la vaccination massive des enfants contre les papillomavirus ». Cette position a valu au professeur Joyeux une procédure de radiation, finalement abandonnée en juin 2018, au motif de la liberté d'expression. Ainsi, selon le conseil de l'ordre, « si le professeur Joyeux a le droit d'exprimer une position personnelle, il devait préciser qu'elle n'est pas validée par la communauté scientifique ».
C'est un vaccin qui ne protège que dans 70 % des types de virus, les 30 % restant étant représentés par des génotypes de papillomavirus non couverts par le vaccin. Les virus non représentés sont responsables de 50 % des lésions précancéreuses et de 30 % des cancers invasifs. Il existe donc un risque que la vaccination donne une illusion de protection totale aux personnes peu informées.
Bien qu'il soit le second cancer le plus répandu au monde, notamment dans les pays en voie de développement, le cancer du col de l'utérus est considéré comme rare en France, pays qui compte parmi les pays à faible incidence : le nombre de nouveaux cas était de 3 387 cas en 2000, 2 810 en 2011 et 3028 en 2012, le nombre de décès liés étant de 904 en 2002, 998 en 2011 et 1102 en 2012. L'incidence est de 10 pour 100 000 femmes par an selon les régions, soit environ 3 000 nouveaux cas par an, ce qui le situe au 11e rang des cancers de la femme en France.
Par ailleurs, la mortalité liée à ce cancer est fortement associée à des indicateurs de vulnérabilité socio-économique : c'est un cancer plus présent dans les populations défavorisées.
En outre, le déclenchement du cancer est lié à une série de cofacteurs : ceux liés à l’hôte (précocité de l’activité sexuelle, multiplicité des partenaires sexuels, immunodéficience, nombre de grossesses élevé), ceux liés au virus lui-même (charge virale), ainsi que des cofacteurs exogènes : tabagisme, co-infection par le VIH ou une autre infection sexuellement transmissible (IST) telle que le virus herpes simplex 2.
Par ailleurs, la modélisation faite par l'Institut de Veille Sanitaire indique s'attendre à une réduction de l’incidence du cancer du col de l’utérus de 34 % et une réduction de la mortalité liée à ce cancer de 32 %, si 80 % des jeunes filles sont vaccinées. Pourtant, la durée de la protection vaccinale n'est pas connue au-delà de 5-6 ans, or le pic d'activité sexuelle se situe autour de 20 à 25 ans. Une vaccination dès l'âge de 9 ans pourrait donc exiger des vaccins de rappel à 14 ans puis à 19 ans. C'est ainsi que, selon la Haute Autorité de Santé la prévention des cancers du col de l’utérus par le vaccin est attendue, mais non démontrée, et ne pourra être démontrée qu’à long terme, puisque le délai entre l’infection par le papillomavirus humain et la survenue d’un cancer invasif est de 15 à 25 ans.
Or le cancer du col de l’utérus est un candidat idéal au dépistage par son évolution lente et l’existence de nombreuses lésions précancéreuses curables. Le test de dépistage de référence des lésions précancéreuses et cancéreuses du col de l’utérus repose sur un prélèvement cervico-utérin avec examen cytologique (le frottis cervico-utérin) avant 30 ans ou test HPV après 30 ans tous les 5 ans. En 2010, l'Institut National contre le Cancer écrivait que la vaccination « ne se substitue pas au dépistage par frottis mais constitue un moyen complémentaire d’agir face au cancer du col de l’utérus ».
À l'instar de la vaccination contre le Covid 19, des opposants s'opposent maintenant à la campagne de vaccination des élèves depuis son commencement le 2 octobre 2023,,.

#### Actions judiciaires
En France, le 11 décembre 2015, une nouvelle plainte a été enregistrée par Marie-Océane Bourguignon. Elle est la pionnière du combat judiciaire contre ce vaccin et a porté plainte en 2013 pour « atteinte involontaire à l’intégrité de la personne » contre Sanofi-Pasteur MSD, le laboratoire fabriquant le Gardasil, et aussi contre l’Agence nationale de sécurité du médicament. De plus, 25 plaintes ont été enregistrées en avril 2014 pour le même motif et 9 en décembre 2013 pour « blessures involontaires, violation d’une obligation manifeste de sécurité et méconnaissance des principes de précaution et de prévention ».
La controverse perdure en juin 2014 avec le dépôt de plainte d'un avocat espagnol contre Merck-Sanofi Pasteur et l’État espagnol pour négligence, arguant que les essais cliniques du Gardasil ont omis de faire appel à un placebo inerte, ce qui aurait conduit à une représentation inexacte des données cliniques, et que les autorités de santé ibériques n'auraient pas cherché à vérifier les données fournies par le laboratoire ; ce qui aurait résulté par la non prise en compte du risque réel d'effets secondaires.

## Controverses
L'efficacité de la vaccination anti-HPV est souvent débattue, cependant la littérature sur le sujet montre que la vaccination permet de diminuer significativement les infections dues aux souches de virus les plus communes.
En 2020, une étude émanant de la Royal Society of Medicine estime que l’efficacité des vaccins anti-HPV a été « surestimée », et que ces vaccins n’ont pu cibler que les CIN, néoplasies cervicales intra-épithéliales, c’est-à-dire les stades précurseurs et bénins ; cependant, cette étude ne porte que sur les phases de test (II et III) du vaccin : elle permet donc de remettre en cause la méthodologie utilisée pour ces tests sans remettre en cause les données obtenues sur les populations.

### Débat sur la généralisation de la vaccination
En France, 50 acteurs du domaine de la santé (académies, collèges, sociétés et syndicats médicaux), lancent en 2019 un appel à un dépistage systématique et à une vaccination universelle, incluant la population masculine,.
15 médecins et pharmaciens indépendants de l'industrie pharmaceutique publient une tribune argumentant le manque de preuves actuelles du dossier, les liens d'intérêt d'intervenants du débat, et les «incertitudes majeures qui pèsent sur leur rapport bénéfice-risque et coût-efficacité», ainsi que le retard à la mise en place du dépistage organisé du CCU préconisé depuis 2007, avant l'AMM du vaccin.

### Controverses sur le lobbying, les conflits d'intérêts et la fiabilité des études publiées
Le 20 août 2008, un article du New York Times dénonce les pressions exercées par l’industrie pharmaceutique au sujet du vaccin anti-HPV.
En 2016, des médecins danois accusent l'Agence européenne des médicaments d'avoir biaisé une expertise sur les vaccins contre le cancer du col de l’utérus. Les services de la médiatrice européenne ont déclaré recevables les aspects majeurs d'une plainte déposée contre l’Agence européenne des médicaments (EMA) par le Nordic Cochrane Centre, ainsi que d’autres institutions, médecins ou chercheurs. Le 16 octobre 2017, la décision est rendue dans le dossier 1475/2016/JAS sur le traitement par l’Agence européenne des médicaments de la procédure de saisine relative aux vaccins contre les infections à papillomavirus humain : Le rôle de la médiatrice ne consiste pas à se prononcer sur le bien-fondé des évaluations scientifiques menées par des agences scientifiques spécialisées, telles que l'évaluation de la sécurité d'un médicament par l'EMA. Mais la médiatrice peut toutefois chercher à déterminer, d'une part, si des organismes scientifiques comme l'EMA ont mis en place les garanties procédurales nécessaires pour que l'examen des preuves scientifiques soit complet et indépendant, et, d'autre part, si ces garanties ont été appliquées correctement dans une procédure donnée. Enfin, la médiatrice considère que la politique de l'EMA en matière de conflits d’intérêts a été pleinement respectée pendant la procédure de saisine relative aux vaccins contre les infections à papillomavirus humain. Aucun conflit d'intérêts n’a été identifié. La médiatrice a donc estimé que la procédure en cause avait été conduite en toute indépendance par les experts scientifiques concernés. Elle a conclu qu'il n'y a pas eu de mauvaise administration de la part de l'EMA dans le traitement de la procédure de saisine relative aux vaccins contre les infections à papillomavirus humain.
En 2018, alors que la collaboration Cochrane, réputée pour la fiabilité de ses études, émet un avis favorable sur l'efficacité et l'innocuité du Gardasil, les conclusions de cette méta-revue sont remises en cause par deux membres de la collaboration et un membre du Centre pour la médecine basée sur les preuves. Ils dénoncent des études de base, entièrement financées par le fabricant, les conflits d'intérêts des auteurs de la méta-revue, liés au fabricant, les méthodologies inappropriées utilisées dans la conception de certains tests, les biais de sélection ayant conduit à rejeter certaines études, tous éléments susceptibles de fausser les résultats. Ces accusations sont contestées au sein de Cochrane, aboutissant à une grave crise interne et à l'exclusion du conseil de gouvernance de Cochrane d'un des auteurs de la critique.
En 2019, parait un article rédigé par deux journalistes et un médecin, à la suite d'une investigation menée en parallèle sur la méta-revue Cochrane, et qui aboutit aux mêmes critiques. Selon l'une de ces journalistes, Catherine Riva, les données négatives sur l'efficacité et l'innocuité ne sont pas assez prises en compte, et il aurait été nécessaire d'avoir des études plus fiables avant de faire la promotion massive du vaccin.